# Vaso de Ciempozuelos
El vaso campaniforme de Ciempozuelos es un recipiente de cerámica realizado a mano. Presenta una decoración exterior bruñida con incisiones en todo el contorno con motivos geométricos, debiendo su color negro a la técnica de cocción reductora. Debe su nombre a la forma de campana invertida típica de la cultura campaniforme. Fue realizado a finales del tercer milenio a. C. en el Bronce Inicial de la península ibérica.
Esta pieza forma parte de la colección de cerámicas campaniformes del Museo Arqueológico Nacional.

## Hallazgo
La pieza aparece en mayo de 1894 durante las obras de construcción de la carretera de Cuesta de la Reina a San Martín de la Vega (M-404), en el municipio de Ciempozuelos (Madrid). Es al extraer la tierra para el allanado cuando aparecen una serie de restos humanos y vasijas. Ante esto, la Real Academia de la Historia auspicia dos campañas de excavación de urgencia bajo la dirección de Antonio Vives.
Posiblemente procediesen estos hallazgos de una necrópolis cercana.